# هيربي فلاورز
هيربي فلاورز (بالإنجليزية: Herbie Flowers)‏ هو كاتب أغاني بريطاني، ولد في 19 مايو 1938 في ايزلورث في المملكة المتحدة.

## وصلات خارجية
- هيربي فلاورز على موقع IMDb (الإنجليزية)
- هيربي فلاورز على موقع ميوزك برينز (الإنجليزية)
- هيربي فلاورز على موقع أول ميوزيك (الإنجليزية)
- هيربي فلاورز على موقع ديسكوغز (الإنجليزية)